# Dana Glöß
Dana Glöß (ur. 14 grudnia 1982 w Werdau) – niemiecka kolarka torowa, brązowa medalistka mistrzostw świata.

## Kariera
Pierwszy sukces w karierze Dana Glöß osiągnęła w 2003 roku, kiedy została wicemistrzynią Niemiec w keirinie. W latach 2004 i 2005 była mistrzynią kraju w wyścigu na 500 m, a w latach 2006, 2007 i 2009 zwyciężała na arenie krajowej w sprincie indywidualnym. Swój największy sukces osiągnęła podczas mistrzostw świata w Manchesterze w 2008 roku, gdzie wspólnie z Miriam Welte wywalczyła brązowy medal w sprincie drużynowym. Niemki uległy tylko drużynom Wielkiej Brytanii (Victoria Pendleton i Shanaze Reade) oraz Chin (Gong Jinjie i Zheng Lulu).